# INTENSE / MELLOW
INTENSE / MELLOW（インテンス・メロー）は、INORANのセルフカヴァー・ベストアルバムで、通算15枚目のアルバムである。2017年8月23日にキングレコードから発売された。

## 概要
1年ぶりの作品で、ソロ・デビュー20周年を記念したセルフカヴァー・ベストアルバム。
“動”を意味する「INTENSE」と“静”を意味する「MELLOW」というそれぞれコンセプトの異なるCD2枚から構成されているアルバム。
INORAN本人がセレクトした楽曲を曲の持つ雰囲気で「INTENSE」サイドと「MELLOW」サイドの2枚にわけて、全てニューアレンジでレコーディングして収録。さらにそれぞれ1曲ずつ新曲も収録。
選曲については、過去にリリースされた11枚のオリジナル・アルバム（但し、6thアルバムかつインストゥルメンタル・アルバム「Shadow」を除き）から1曲ずつセレクトし、すべてのアルバムへ感謝の気持ちを込めて選曲しているという。
マスタリングの段階でライヴを想像し、セットリストを考えるように曲順が決定されたという。
初回限定盤（2CD、新曲2曲のミュージックビデオを収録したDVD、52P写真集、スペシャルパッケージ仕様）と通常盤（2CD）の2形態で発売された。

## 収録曲
- 特記以外、作詞・作曲：INORAN。

Disc 1【INTENSE SIDE】
1. Ride the Rhythm
作詞：Jon Underdown
新曲。
2. Spirit
2ndアルバム「Fragment」より。
3. 千年花
作詞：葉山拓亮
5thアルバム「apocalypse」より。
4. Daylight
7thアルバム「Watercolor」より。
5. Determine
4thアルバム「ニライカナイ」より。
6. raize
3rdアルバム「photograph」より。

Disc 2【MELLOW SIDE】
1. Shine for me tonight
作詞：Jon Underdown
新曲。ストリングス以外の楽器はINORAN自身が演奏している。
2. Your Light is Blinding
作詞：RAH-D
8thアルバム「Teardrop」より。
3. no options
作詞：INORAN・Sebastian
9thアルバム「Dive youth, Sonik dive」より。
4. Sakura
作詞：INORAN・Jon Underdown
1stミニアルバム「Somewhere」より。
5. Beautiful Now
作詞：Jon Underdown・INORAN
10thアルバム「BEAUTIFUL NOW」より。
6. 人魚
作詞：Ri-a
1stアルバム「想」より。
7. Thank you
11thアルバム「Thank you」より。